# وشائت الأقدار (مسلسل)
وشاءت الأقدار، مسلسل درامي كويتي. يتحدث عن الزواج ومشاكله. وقد عرض على قناة الراي في عام 2009.

## الفنانين المشاركين بالعمل
- شهاب حاجيه.
- طيف.
- شهاب جوهر.
- سلمى سالم.
- ملاك.
- عبد الله بهمن.
- محمد عبدالقدوس.
- محمد الصيرفي.
- مها محمد.
- شذى سبت.
- غرور.
- رونق.
- أمل عبد الكريم.
- أمل محمد.
- عبير الخضر.
- غازي حسين.
- ريما شعار.
- أحمد الضرمان.
- عبد الله الباروني.

## وصلات خارجية
مقدمة المسلسل على يوتيوب